# Tout l'or du ciel
Pour les articles homonymes, voir Pennies from Heaven.
Pour plus de détails, voir Fiche technique et Distribution.
Tout l'or du ciel (titre original : Pennies from Heaven) est un film américain réalisé par Herbert Ross, sorti en 1981.

## Synopsis
L'action se situe durant la Grande Dépression. Un homme vend des partitions à des clients mélomanes à Chicago. Mais les affaires vont mal durant cette période difficile.

## Fiche technique
- Titre : Tout l'or du ciel
- Titre original : Pennies from Heaven
- Réalisation : Herbert Ross
- Scénario : Dennis Potter
- Production : Nora Kaye, Rick McCallum et Herbert Ross
- Société de production : Metro-Goldwyn-Mayer
- Musique : Ralph Burns, Billy May et Marvin Hamlisch
- Photographie : Gordon Willis
- Montage : Richard Marks
- Pays d'origine : États-Unis
- Format : Couleurs - 1,85:1 - Mono
- Genre : Musical, drame et romance
- Durée : 108 minutes
- Dates de sortie en salles :
  - États-Unis : 11 décembre 1981
  - France : 23 février 1983

## Distribution
- Steve Martin : Arthur
- Bernadette Peters : Eileen
- Christopher Walken : Tom
- Jessica Harper : Joan
- John McMartin : M. Warner
- John Karlen : Le détective
- Jay Garner : Le banquier
- Nancy Parsons : La vieille prostituée
- M. C. Gainey : Jeune policier
- William Frankfather : Joueur de billard
- Paul Valentine : Le patron du bar

## Récompenses et distinctions
Nommé pour 3 Oscars :
- Oscar de la meilleure création de costumes
- Oscar du meilleur mixage de son
- Oscar du meilleur scénario adapté